# Gia
Gia är en amerikansk TV-film från 1998 i regi av Michael Cristofer, med Angelina Jolie, Elizabeth Mitchell, Eric Michael Cole och Kylie Travis i rollerna. Filmen gjordes för HBO och handlar om den bisexuella modellen Gia Carangi som dog i aids 1986.

## Rollista
| Angelina Jolie     | – Gia Marie Carangi    |
| Elizabeth Mitchell | – Linda                |
| Eric Michael Cole  | – T.J.                 |
| Kylie Travis       | – Stephanie            |
| Louis Giambalvo    | – Joseph Carangi       |
| John Considine     | – Bruce Cooper         |
| Scott Cohen        | – Mike Mansfield       |
| Edmund Genest      | – Francesco            |
| Mercedes Ruehl     | – Kathleen Carangi     |
| Faye Dunaway       | – Wilhelmina Cooper    |
| Holly Baker        | – Emergency Room Nurse |
| Joe Basile         | – Tony                 |
| Rick Batalla       | – Phillipe             |